# Sultans of Swing: The Very Best of Dire Straits
Sultans of Swing: The Very Best of Dire Straits je druga kompilacija najvećih hitova britanskog rock sastava Dire Straits, izdana 1998. godine. Nazvana je po njihovom hit singlu iz 1978. godine. Prvotno je objavljena u obliku jednog kompaktnog diska kao i u izdanju koje se sastoji od dva diska. Drugi disk sadrži nastupe uživo.  
Kompilacija je nanovo izdana 2002. godine, ovaj put i u DVD formatu. Na DVD-u se nalaze video verzije svih pjesama s prvog diska, većinom video spotovi s izuzetkom par nastupa uživo od kojih su neki preuzeti s DVD izdanja albuma On the Night. Kao dodatak se još nalazi i kratki audio intervju s Markom Knopflerom o svakoj pjesmi.

## Popis pjesama

### Prvi disk
1. "Sultans of Swing" (s albuma Dire Straits, 1978.) – 5:50
2. "Lady Writer" (s albuma Communiqué, 1979.) – 3:49
3. "Romeo and Juliet" (s albuma Making Movies, 1980.) – 6:05
4. "Tunnel of Love" (s albuma Making Movies, 1980.) – 8:14
5. "Private Investigations" (s albuma Love Over Gold, 1982.) – 5:54
6. "Twisting by the Pool" (s EP izdanja ExtendedancEPlay, 1983.) – 3:36
7. "Love Over Gold" (s albuma Alchemy, 1984.) – 3:40
8. "So Far Away" (s albuma Brothers in Arms, 1985.) – 4:03
9. "Money for Nothing" (s albuma Brothers in Arms, skraćena singl verzija, 1985.) – 4:09
10. "Brothers in Arms" (s albuma Brothers in Arms, 1985.) – 4:55
11. "Walk of Life" (s albuma Brothers in Arms, 1985.) – 4:12
12. "Calling Elvis" (s albuma On Every Street, 1991.) – 4:41
13. "Heavy Fuel" (s albuma On Every Street, 1991.) – 5:01
14. "On Every Street" (s albuma On Every Street, 1991) – 4:39
15. "Your Latest Trick" (s albuma On the Night) – 5:41
16. "Local Hero/Wild Theme" (s DVD verzije albuma On the Night) – 4:23

### Drugi disk
1. "Calling Elvis" (uživo)
2. "Walk of Life" (uživo)
3. "Last Exit to Brooklyn" (uživo)
4. "Romeo and Juliet" (uživo)
5. "Sultans of Swing" (uživo)
6. "Brothers in Arms" (uživo)
7. "Money for Nothing" (uživo)

Pjesme s drugog diska snimljene su 23. svibnja 1996. na nastupu Marka Knopflera u dvorani Royal Albert Hall u Londonu.

## Glazbene liste
Druga kompilacija najvećih hitova Dire Straitsa provela je 14 tjedana na glazbenoj listi Ujedinjenog Kraljevstva. 

### Album
| Godina | Glazbena lista         | Pozicija |
| ------ | ---------------------- | -------- |
| 1998.  | Finska                 | 1.       |
| 1998.  | Norveška               | 2.       |
| 1998.  | Belgija                | 3.       |
| 1998.  | Italija                | 3.       |
| 1998.  | Švicarska              | 3.       |
| 1998.  | Australija             | 4.       |
| 1998.  | Austrija               | 5.       |
| 1998.  | Nizozemska             | 6.       |
| 1998.  | Novi Zeland            | 6.       |
| 1998.  | Ujedinjeno Kraljevstvo | 6.       |
| 1998.  | Švedska                | 7.       |